# K. Wilhelm Köster
Karl Wilhelm Köster (* 25. November 1934 in Sulingen) ist ein ehemaliger deutscher Leichtathletikfunktionär und Sporthistoriker.

## Laufbahn als Funktionär
Wilhelm Köster ist gelernter Bäckermeister. Ab 1958 war er in verschiedenen Funktionen zunächst beim TuS Sulingen, später auf Kreis-, Bezirks- und Landesebene engagiert.
1970 übernahm Köster eine hauptamtliche Tätigkeit beim Deutschen Leichtathletik-Verband (DLV). Bis 1981 war er Referatsleiter für den Breitensport und bis 1987 ebenso für den Wettkampfsport der Senioren. Von 1970 bis 1999 war er für das Wettkampfwesen und die Wettkampforganisation einschließlich Regelwesen zuständig. 1971 initiierte Köster die DLV-Senioren-Bestenkämpfe (später -Meisterschaften) und 1975 das DLV-Laufabzeichen. Er war 1978 Gründungsmitglied und Technischer Manager des Europäischen Senioren-Verbandes für Leichtathletik (EVAA) und dadurch verantwortlicher (Mit)Organisator von 13 Seniorenmeisterschaften Europas sowie der Generalsekretär der 3. Senioren Weltmeisterschaften 1979 in Hannover mit über 3000 Teilnehmern. Von 1979 bis 2012 Mitglied war er in verschiedenen Komitees der World Association of Veteran Athletes (WAVA), später World Masters Athletics (WMA) u. a. 5 Jahre Mitglied des Councils. Neben der verantwortlichen Mitarbeit bei nationalen und internationalen Meisterschaften im DLV-Verbandsgebiet war er auch bei der Militär-WM (CISM) in Warendorf 1987 und bei den IPC-Weltmeisterschaften der Personen mit Behinderungen 1994 in Berlin im Einsatz. 2000 war er Mitglied des Gründungsausschusses der European Masters Sport Association (EMSA) und von 2002 bis 2008 dessen Technischer Direktor. Er war Initiator und 20 Jahre Sprecher einer internationalen deutschsprachigen Regelkommission.
Von 2000 bis 2012 war er Seniorenwart im Leichtathletikverband Niedersachsen (NLV), seit 2002 Mitglied des Wissenschaftlichen Beirates des Niedersächsischen Instituts für Sportgeschichte (NISH), seit 2010 Stellvertretender Vorsitzender und von 2018 bis 2024 Vorsitzender des Instituts. Ebenfalls war er seit 2002 Mitglied im Vorstand des Kreissportbundes Diepholz.
Er schrieb Publikationen zur Geschichte der Leichtathletik, zum Heimatsport sowie zur Stadtgeschichte Sulingens.
In seinem Heimatort war er von 2000 bis 2009 Schiedsperson der Stadt Sulingen.

## Ehrungen
- 1992: Ehrenmedaille der International Association of Athletics Federations (IAAF)
- 1994: Ehrenbrief des Landes Hessen
- 1998: Ehrenmitglied der European Veterans Athletic Association (EVAA)
- 1998: Verdienstorden der Bundesrepublik Deutschland am Bande
- 1999: Ehrenmitglied der World Masters Association (WMA)
- 2003: Goldene Ehrennadel des Landessportbundes Niedersachsen
- 2007: Ehrenschild des Deutschen Leichtathletik-Verbandes (DLV)
- 2012: Verdienter Bürger der Stadt Sulingen
- 2012: Goldene Ehrennadel mit Rubin des Niedersächsischen Leichtathletik-Verbandes (NLV)
- 2014: Dr.-Bernhard-Zimmermann-Medaille des Niedersächsischen Instituts für Sportgeschichte (NISH)
- 2016: Aufnahme in das Ehrenportal des Niedersächsischen Sports

## Publikationen
- K. Wilhelm Köster, Erich Plenge (Hrsg.): 25 Jahre Kreissportbund Grafschaft Diepholz. Darstellung und Entwicklung. KSB, Diepholz 1971.
- Dokumentation – Anti-Doping-Kommission. Herausgeber DLV, Darmstadt 1972.
- Der Huntegau – eine Chronik. 1978, Aus Anlass der Auflösung des ehemaligen Turngaus und Sportbezirks. Druck Cramer, Greven.
- 100 Jahre und mehr: 1864, 1880, 1980 Turn- und Sportverein Sulingen. Chronik aus Anlass des Vereinsjubiläums 1980, Verlag D. Plenge & Sohn, Sulingen.
- Landkreis Diepholz-Lebensraum-Verwaltungseinheit – Der Sport. Beitrag in Band I, Herausgeber Landkreis Diepholz, 1984, S. 178–186.
- Fritz Steinmetz, K. Wilhelm Köster: 40 Jahre Deutscher Leichtathletik-Verband – ein Beitrag zur Geschichte der deutschen Leichtathletik. DV, Darmstadt 1989.
- 100 Jahre deutsche Leichtathletik. 1898–1998. Hornberger, Waldfischbach 1998.
- "Twüschen Ützen un Piedelporg'n". Plattdeutsche Geschichten und Riemels ut Sulingen un ümtou. 2004. Redaktionelle Bearbeitung und Mitherausgeber
- Sulingen. Geschichte und Geschichten. 2004, Beiträge und redaktionelle Bearbeitung, Herausgeber Matthias Wendland
- 25 weitere Jahre Turn- und Sportverein Sulingen – ergänzende Chronik, 2005, Mitautor und redaktionelle Bearbeitung, Herausgeber TuS Sulingen
- In memoriam an 32 Persönlichkeiten im Vereinsleben des TuS Sulingen. 2022.
- Sulingen Geschichte und Personen – eine Dokumentation zur Stadtgeschichte. 2012, Chroniktext und redaktionelle Bearbeitung, Herausgeber Stadt Sulingen.
- 150 Jahre Sport in Sulingen. Eine Dokumentation und Bestandsaufnahme der Sportgeschichte in Sulingen zum Jubiläumsjahr 2014, Herausgeber Stadt Sulingen.
- Der Huntegau – Entstehung, Entwicklung, Auflösung. In: Jahrbuch Niedersächsisches Institut für Sportgeschichte. Hildesheim 2016.
- Winfried Joch, K. Wilhelm Köster: Dr. Max Danz. Eine biographische Skizze. Arete, Hildesheim 2017.
- K. Wilhelm Köster: KreisSportBund Diepholz - 75 Jahre und .... Die Geschichte des Bundes von den Anfängen bis in die Gegenwart. KSB, Diepholz 2021.
- K. Wilhelm Köster, Winfried Joch: Die deutsche Nachkriegsleichtathletik. Die Ära ihres Generalsekretärs Karl Beuermann. Arete, Hildesheim 2021, ISBN 978-3-96423-067-6.